# Raphael Sbrzesny
Raphael Sbrzesny (* 1985 in Oberndorf am Neckar) ist ein deutscher Künstler und Professor.

## Leben
Sbrzesny studierte Neue Musik, Klassisches Schlagzeug und Kammermusik in Stuttgart und Paris, Experimentelles Musiktheater und Komposition in Bern sowie Bildende Kunst und Theorie bei Christian Jankowski in Stuttgart und München.
Er war Stipendiat der Kunststiftung Baden-Württemberg und in der Cité Internationale des Arts Paris.  2016 erhielt Sbrzesny das Karl-Schmidt-Rottluff-Stipendium für Bildende Kunst.
Von 2014 bis 2016 arbeitete er an der Staatlichen Akademie der Bildenden Künste Stuttgart zusammen mit Felix Ensslin an einem künstlerisch-wissenschaftlichen Forschungsvorhaben mit dem Titel Das Material des Anderen im Eigenen – Übungen zu einer Ästhetik der Interpretation.
2017 war Sbrzesny Stipendiat an der Akademie Schloss Solitude im Rahmen einer Kooperation mit Musik der Jahrhunderte.
Seit dem Wintersemester 2018/2019 ist er Professor für Kreation und Interpretation mit den Schwerpunkten Sound, Performance und Konzept an der Hochschule für Künste Bremen, „eine bundesweit einzigartige Professur, die die Fachbereiche Musik sowie Kunst und Design verbinden soll.“
Seit Ende 2006 ist Sbrzesny auch Schlagzeuger in der Indie-Rock-Band Parka.

## Ausstellungen und Performances (Auswahl)
- 2021: „Broken Repertoire“. Johanna Diehl - künstlerische Intervention, Kunstverein Göppingen[7]
- 2020: „Partituren des Nervösen“ - Performance, Haus am Waldsee, Berlin[8]
- 2019: „Was vom Glockenspielmann übrig blieb...“, Hochschule für Künste Bremen[9]
- 2019: Karl-Schmidt-Rottluff-Stipendium - Die Ausstellung, Kunsthalle Düsseldorf[10]
- 2017: PRINCIPAL BOY - Skin Version oder eine kleine Krampfmusik, ZKM Karlsruhe[11]
- 2015: Frischzelle_22, Kunstmuseum Stuttgart [12]
- 2015: SIMULATOR MIT PFAU N°3, Theaterrampe Stuttgart[13]
- 2015: „L’histoire du soldat“, Galerie Abtart Stuttgart[14]
- 2015: „Videonale.15“ in Bonn – Studierende der Klasse Jankowski stellen aus.[15]

## Werke in öffentlichen Sammlungen
- Kunsthalle Recklinghausen[16]
- Kunstmuseum Stuttgart[17]
- Columbus Art Foundation

## Veröffentlichungen
- Raphael Sbrzesny, Nicolas Zupfer (Hrsg.): Service Continu -7/7-. Spector Books, Leipzig 2017, ISBN 978-3-95905-155-2.